# 奥美濃カレー
奥美濃カレー（おくみのカレー）は、岐阜県郡上市白鳥町を中心に販売されているカレー及び、カレーライスである。地域振興の一環で地域ご当地グルメとして展開している。イメージキャラクターは「カレーのCちゃん」。

## 沿革
- 2006年（平成18年）11月 - 郡上市白鳥町商工会が中心となり活動が始まる。「奥美濃カレープロジェクト」発足。
- 2007年（平成19年）1月25日 - 第1回奥美濃カレーコンテストを実施。
- 2007年（平成19年）1月30日 - 第2回奥美濃カレーコンテストを実施。
- 2007年（平成19年）4月9日 - 正式販売開始。
- 2007年（平成19年）6月2日-3日 - 静岡県富士宮市で開催された第2回B-1グランプリ（全国のB級グルメのコンテスト）に出場（11位）[1]。
- 2009年（平成21年）4月1日 - 奥美濃カレー協同組合が設立[1]。

奥美濃カレー青年部も設立された。協同組合では、Tシャツやイメージキャラクターのストラップなどの販促品も発売している。

## 定義
「奥美濃カレープロジェクト」では、「郡上市で生産されている食材や天然水を使用し、隠し味として郡上市特産の郡上味噌を使用したカレー」と定義されている。カレーの味は、東京のカレー店「パク森」の店主森幸男やSB食品の関係者からアドバイスを受けた。
郡上味噌を使用する事以外は自由であるため、各店舗がそれぞれのカレーを製造販売しており、レトルトパック入りの商品も存在する。

### 食材
奥美濃カレーで多く使用される、郡上市特産品の代表的な食材は以下の通りである。
- 飛騨牛
- 奥美濃古地鶏
- 美濃ヘルシーポーク・けんとん
- 長良川のアユ・イワナ
- ひるがの大根
- いとしろスイートコーン
- 明宝トマト
- イノシシ・シカ

## 認定店
2007年頃の平成期に郡上市内の32店舗（58品目）で提供されていたが、脱会に伴って減少傾向にある。
| 所在地域 | 店名                  | 備考                |
| -------- | --------------------- | ------------------- |
| 白鳥町   | 覇楼館                |                     |
| 白鳥町   | 風見鶏                |                     |
| 白鳥町   | さんたべーる          |                     |
| 白鳥町   | 大和屋                |                     |
| 大和町   | 食の家 じぇいあん     |                     |
| 大和町   | KODACHI               |                     |
| 八幡町   | 郡上八幡工房 まめパン | 2024年7月より加入。 |

### かつての認定店
| 所在地域 | 店名                             | 備考                                                                         |
| -------- | -------------------------------- | ---------------------------------------------------------------------------- |
| 白鳥町   | 道の駅白鳥 レストラン長瀧        |                                                                              |
| 白鳥町   | 旅館 奥美濃園                    |                                                                              |
| 白鳥町   | ピース・まんだら                 |                                                                              |
| 白鳥町   | だるまや                         |                                                                              |
| 白鳥町   | 四季彩菜 しろとり                |                                                                              |
| 白鳥町   | レストラン日高                   |                                                                              |
| 白鳥町   | お食事処 たまや                  |                                                                              |
| 白鳥町   | カフェ パームス                  |                                                                              |
| 白鳥町   | 奥美濃しろとり物産センター喫茶部 |                                                                              |
| 白鳥町   | ブーランジェリー ファミーユ      |                                                                              |
| 白鳥町   | カフェルーム さんさろ            | 2025年3月に脱会。                                                            |
| 高鷲町   | 郡上高原ホテル                   | 現在の名称は、「郡上ヴァカンス村ホテル」。                                   |
| 高鷲町   | デイリー郡上カントリー倶楽部     |                                                                              |
| 高鷲町   | 味処 すずしろ                    | 2024年3月に閉業。                                                            |
| 大和町   | 餃子飯店                         |                                                                              |
| 大和町   | やまと温泉 やすらぎ館            |                                                                              |
| 大和町   | 株式会社寅嬉屋                   |                                                                              |
| 大和町   | 民宿・喫茶 かんじ                |                                                                              |
| 八幡町   | カフェレスト アルピーヌ          |                                                                              |
| 八幡町   | こびり処                         |                                                                              |
| 八幡町   | ベトコンラーメン 重楽            |                                                                              |
| 八幡町   | マルミツ 小野店                  | 開業時は、「シカゴピザ 郡上八幡店」と併設。2021年に脱会、翌年6月13日に閉業。 |
| 明宝     | 旅館 くご                        |                                                                              |
| 明宝     | 道の駅明宝 喫茶メイホウ          | 現在の名称は、「喫茶 明宝」。                                                |
| 明宝     | 民宿 しもだ                      |                                                                              |
| 明宝     | 焼肉屋 げんちゃん                |                                                                              |
| 明宝     | 自然食泊 愛里                    |                                                                              |
| 明宝     | 手作りの味処 ゆうゆう            | 明宝レディースが運営していた時期の加入。                                     |
| 和良町   | 道の駅和良 ちんちろ屋            |                                                                              |
| 美並町   | しょうりゅう 郡上店              | 関店を開業する前には脱会。                                                   |